# Amalasuntha

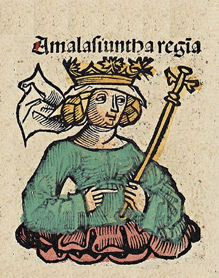
Amalasuntha in der Schedelschen Weltchronik (1493)

Amalasuntha (auch Amalasuentha, Amalaswintha, Amalasuintha) († 30. April 535 auf der Insel Martana im Bolsenasee, Latium) war eine ostgotische Königin.

## Leben
Die Tochter des ostgotischen Königs Theoderich des Großen und der Audofleda wurde 515 mit Eutharich († um 523) verheiratet, einem Westgoten, der angeblich seine Blutslinie bis zu Ermanarich zurückverfolgen konnte. Ihrer Ehe entstammten zwei Kinder, Athalarich (* 516; † 534) und Matasuentha (* 518; † nach 550, auch Mataswintha, Matasuntha).
Nach dem Tod Theoderichs im Jahr 526 folgte ihm, gemäß dem Wunsch des Verstorbenen, Athalarich auf den Thron. Da der neue König (rex) aber erst 10 Jahre alt war, übernahm Amalasuntha als Vormund ihres Sohnes die Regentschaft. Tief verbunden mit der römischen Kultur und selbst hochgebildet – sie beherrschte mehrere Sprachen – war ihre Regentschaft von ihrem Bemühen um einen Ausgleich zwischen den arianischen Ostgoten und den katholischen Römern geprägt. Dass Amalasuntha zudem ihren Sohn umfassend und in römischer Tradition – die sich stark von der militärisch geprägten Gedankenwelt der gotischen Elite unterschied – ausbilden ließ, sorgte für Spannungen im Verhältnis zu den gotischen Großen. Schon nach der Beisetzung ihres Vaters hatten viele gotische Führer sich von ihr abgewandt, da sie um die Vormachtstellung der Goten in Italien fürchteten. Amalasuntha selbst verbannte daher drei gotische Adelige, die sie der Intrige gegen ihre Herrschaft verdächtigte, und ließ sie später töten. Gleichzeitig führte sie Verhandlungen mit Kaiser Justinian mit dem Ziel, zusammen mit gotischen Edlen nach Konstantinopel umzusiedeln. Dieser Plan zerschlug sich aber, und Amalasuntha musste zulassen, dass Athalarich nun in die rauen Sitten der gotischen Kriegerschicht eingeführt wurde. Dieser Lebenswandel soll seine Gesundheit rasch ruiniert haben, zumal der König wohl bald zum Alkoholiker wurde.
Nach dem frühen Tod Athalarichs (534) machte sie, nun Königin, notgedrungen ihren Cousin Theodahad zum Mitregenten, um ihre Position zu stärken, da die Goten die Alleinherrschaft einer Frau nie akzeptiert hätten. Sie nahm Theodahad den Eid ab, er werde sie als eigentliche Herrin anerkennen und sich selbst mit einer repräsentativen Rolle begnügen. Doch schon im folgenden Jahr ließ er sie in Ravenna gefangen nehmen, auf der Insel Martana im Bolsenasee festsetzen und schließlich ermorden; sie wurde im Bad erwürgt. In der Antike kursierte das Gerücht, Kaiserin Theodora habe ihren Gesandten Petrus Patricius heimlich dafür Sorge tragen lassen, dass die Königin beseitigt werde, doch ist der Wahrheitsgehalt dieses von Prokop verbreiteten Vorwurfs schwer einzuschätzen. Wahrscheinlich handelt es sich nur um üble Nachrede.
Den Großteil der überlieferten Informationen zur Person von Amalasuntha liefern Briefe (Variae (epistulae)) von Cassiodor, magister officiorum und literarischer Berater Amalasunthas, und die historischen Berichte von Prokop und Jordanes.